# Jōshin Dentetsu
Die Jōshin Dentetsu (jap. 上信電鉄株式会社 Jōshin Dentetsu kabushiki-gaisha) ist eine japanische Bahngesellschaft mit Sitz in Takasaki in der Präfektur Gunma. Das Unternehmen betreibt die Jōshin-Linie, befördert Post und ist im Immobiliengeschäft tätig.

## Unternehmen
Das Unternehmen hat ein sehr breit gestreutes Aktionariat. Die wichtigsten Anteilseigner per 31. März 2018 sind Hino Jidōsha (9,81 %), Jōshin Hire (5,69 %) und Gunma Bank (5 %). Hauptgeschäftszweig ist der Betrieb der Jōshin-Linie, einer 33,7 km langen Eisenbahnstrecke in der Präfektur Gunma, die den Bahnhof Takasaki mit Shimonita verbindet.
Die Jōshin Dentetsu wird von Japan Post mit der Beförderung von Postsendungen in der Präfektur Gunma und in einem Teil der Präfektur Saitama betraut. Von zwei regionalen Verteilzentren in Takasaki und Kawagoe aus werden Postämter entlang mehrerer Routen beliefert. Eine weitere Abteilung bewirtschaftet und handelt mit Immobilien.

## Fahrzeuge
Zurzeit (2024) führt die Jōshin Dentetsu den Bahnbetrieb mit folgenden Triebfahrzeugen durch:
- Baureihe 250: 2 Wagen, eingeführt 1981
- Baureihe 500: 4 Wagen, 1979 von der Seibu Tetsudō übernommen
- Baureihe 700: 5 Wagen, 2018 von JR East übernommen
- Baureihe 1000: 3 Wagen, eingeführt 1976
- Baureihe 6000: 2 Wagen, eingeführt 1981
- Baureihe 7000: 2 Wagen, eingeführt 2013

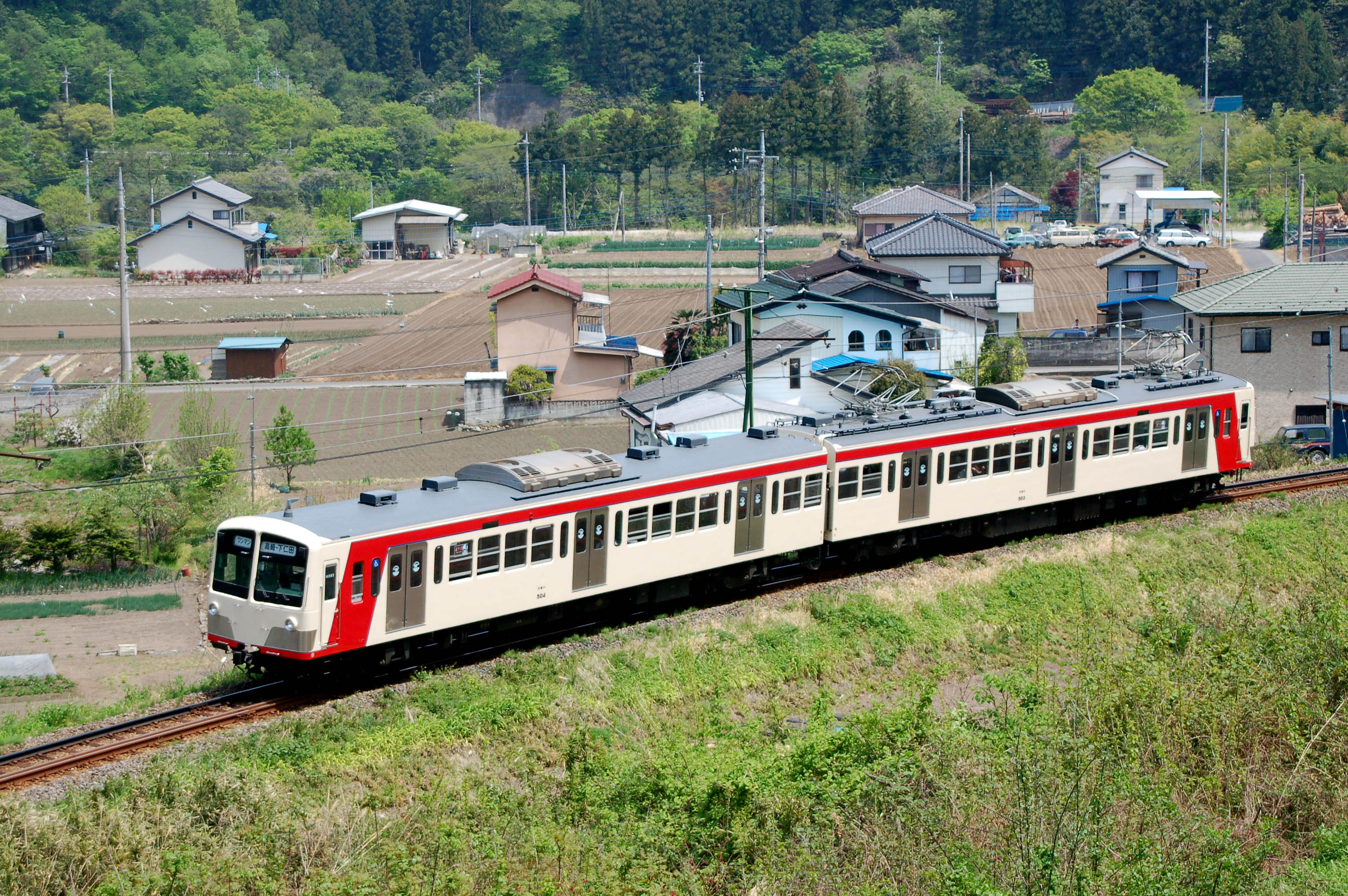
Baureihe 500
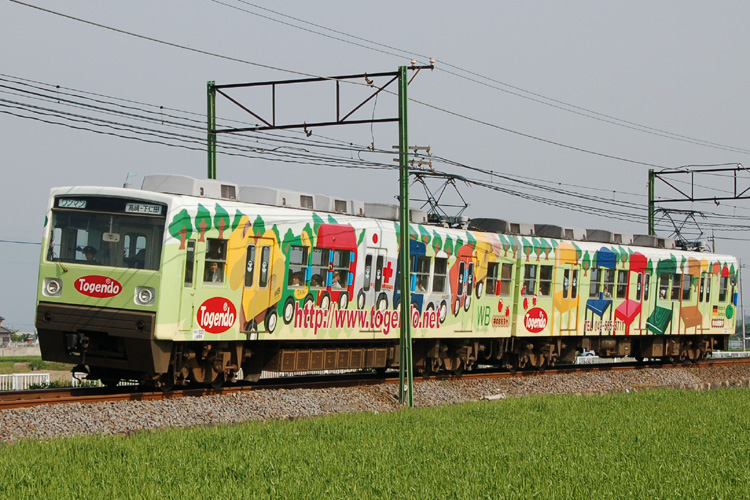
Baureihe 1000
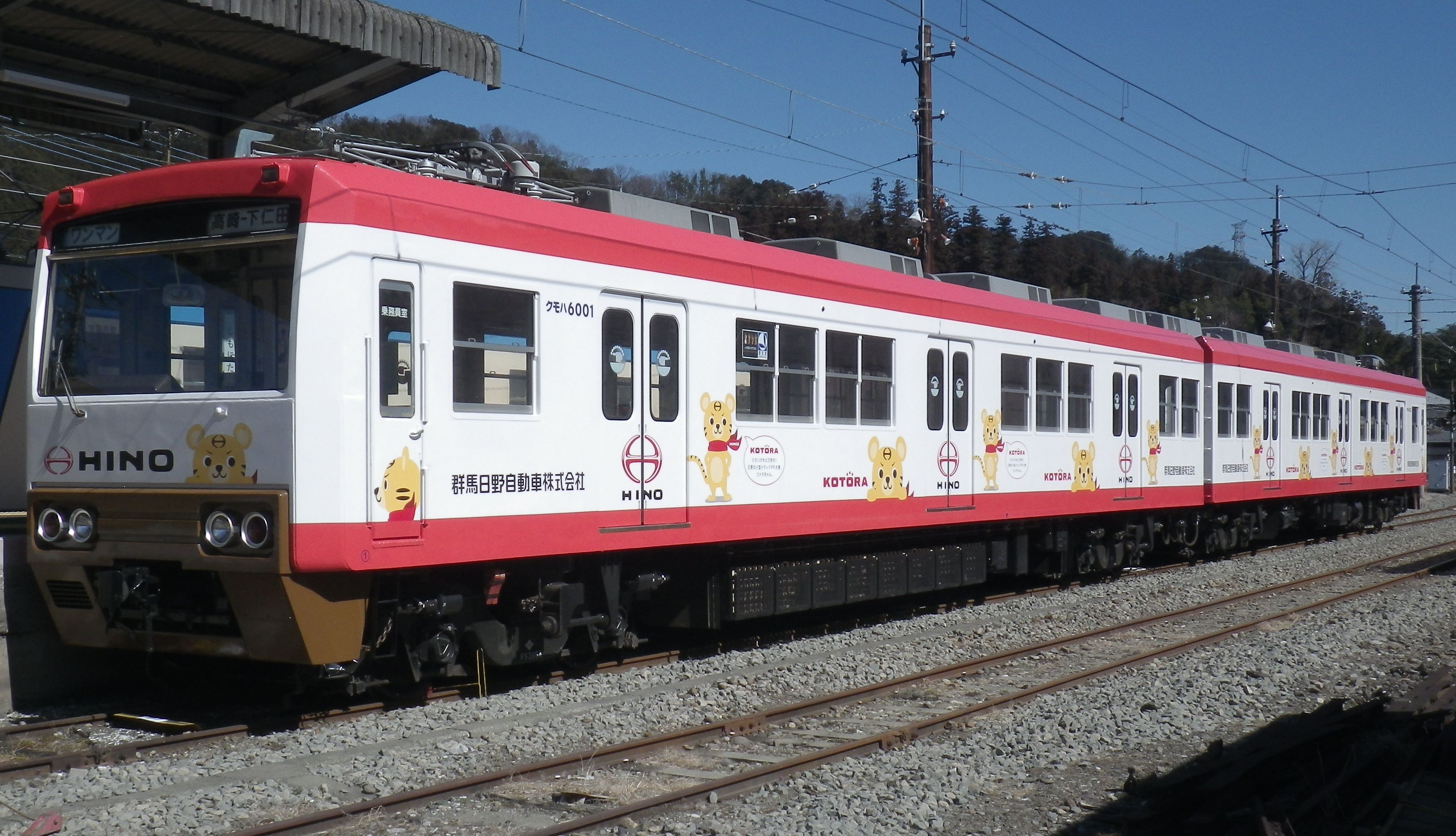
Baureihe 6000
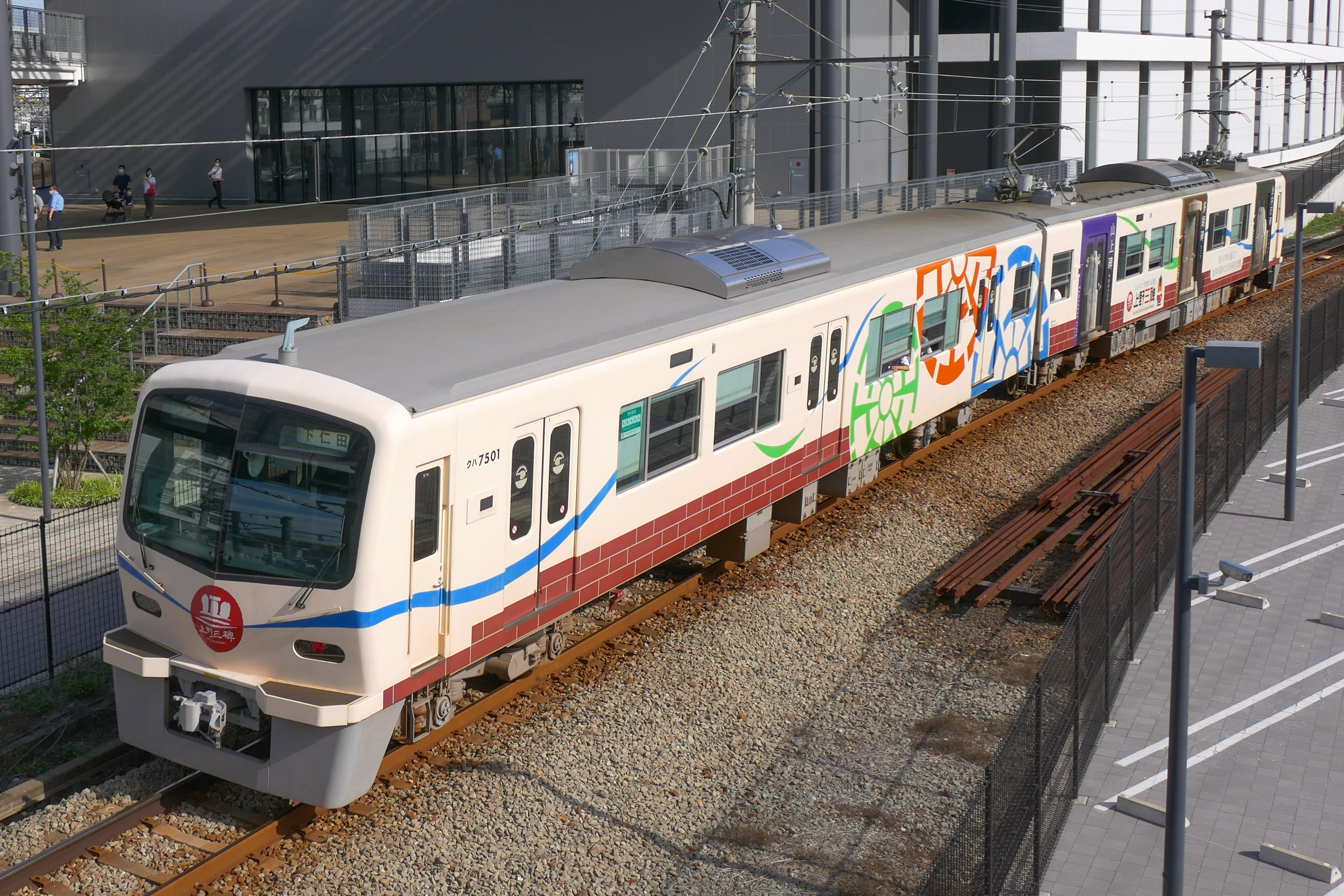
Baureihe 7000

## Geschichte
Am 27. Dezember 1895 gründete sich das Unternehmen unter dem Namen Ueno Tetsudō (上野鉄道). Es eröffnete im Verlaufe des Jahres 1897 in drei Etappen die Jōshin-Linie, die zu Beginn eine dampfbetriebene Kleinbahn mit einer Spurweite von 762 mm war. Im Hinblick auf die geplante Elektrifizierung benannte sich das Unternehmen am 25. August 1921 in Jōshin Denki Tetsudō (上信電気鉄道, dt. „Elektrische Jōshin-Bahn“) um. 1924 erfolgte der Umbau zur heutigen elektrischen Kapspurstrecke. Im Zusammenhang mit der Elektrifizierung stieg die Bahngesellschaft im selben Jahren in das Geschäft mit der Stromerzeugung ein, indem es ein lokales Kraftwerk übernahm und den Strom an die Tokyo Electric Light Company (Vorgängerin von Tepco) zu verkaufen begann. In der Folge kamen zwei weitere kleine Kraftwerke hinzu. Auf staatliche Anordnung musste das Elektrizitätsgeschäft 1942 verkauft werden.
Ab 1929 betrieb das Unternehmen eigene Buslinien. 1936 kam der Reisebusverkehr hinzu, 1940 die Postbeförderung und 1949 das Immobiliengeschäft. Am 11. Mai 1964 verkürzte die Bahngesellschaft ihren Namen zur heutigen Form Jōshin Dentetsu. Der Busverkehr, zu dem lange Zeit auch der Stadtbusbetrieb von Takasaki gehörte, wurde 2022 an die Tochtergesellschaft Jōshin Kankō Bus ausgelagert.